# جان چایلد (بازیکن والیبال)
جان چایلد (انگلیسی: John Child؛ زادهٔ may ۴, ۱۹۶۷ (۵۷ سال)) بازیکن والیبال، و بازیکن والیبال ساحلی اهل کانادا است.